# Isla volcánica y chimeneas de lava de Jeju
La Isla volcánica y chimeneas de lava de Jeju (en coreano: 제주 화산섬과 용암 동굴) es el nombre usado para designar un lugar declarado Patrimonio de la Humanidad por la Unesco en la isla de Jeju, Corea del Sur. 
Abarca un área protegida de 9.475,2 ha y una zona de respeto de 9.370,8 ha.
Jeju es una isla volcánica a 130 km de la costa sur de la península de Corea, es la mayor isla de Corea del Sur, con un área de 1846 km².
En la isla de Jeju se encuentra el Halla-san o Hallasan, la montaña más alta de Corea del Sur y que es un volcán dormido, con 1950 metros de altura sobre el nivel del mar. La actividad volcánica en Jeju comenzó aproximadamente en el Cretácico y terminó aproximadamente en el Período terciario. La última actividad volcánica registada ocurrió hace aproximadamente 800 años. Baengnokdam, el cráter y lago en el pico del Halla-san se formó hace unos 25.000 años.
Jeju tiene valor científico por sus tubos de lava. Estos tubos de lava donde otrora fluyó magma son ahora cavernas vacías, siendo unas de las mayores del mundo. Los hallazgos de fósiles de animales y conchas descubiertos en el área son también muy importantes científicamente.

## Flora y fauna
La mitad de las plantas vasculares de Corea del Sur, crecen de manera natural en la isla, en cuanto a otras 200 especies de plantas indígenas de la península de Corea fueron transportadas hasta aquí. Con todo, la mitad de estas especies están en peligro de extinción. Las plantas polares que fueron transportadas hasta la isla durante las eras glaciares y tienen su hábitat en el pico de Jeju son un ejemplo. Otras plantas en las selvas subtropicales y regiones bajas de la isla están también en peligro de extinción.